# 翁咸封墓
翁咸封墓，位于中国江苏省苏州常熟市虞山虞山北麓秦坡涧下顶山单家弄西，为翁同龢祖父翁咸封（1750—1810）之墓，占地面积490平方米，墓道长24米。墓旁五开间祠堂，建于晚清。1982年11月17日，翁咸封墓公布为常熟市文物保护单位。1986年重修。